# Musique aborigène
La musique aborigène s'entend ici comme celle des peuples aborigènes d'Australie à l'exclusion des autres peuples aborigènes d'autres continents. Malgré la forte influence anglo-saxonne sur leurs sociétés, ils ont su conserver des traditions musicales, aujourd'hui mondialement connues (du moins en surface) à travers la pratique du didgeridoo, un instrument prisé par une frange de la jeunesse occidentale. La musique n'a pas d'existence à part du rituel ou de la cérémonie qu'elle accompagne ou rythme. Elle a une fonction totémique ou chamanique qui implique tout autant l'individu que la communauté. Bien qu'il existe des différences entre les divers clans répartis sur l'immense surface du territoire australien, on ne peut néanmoins noter de différence qualitative marquante d'un bout à l'autre.

## Chants traditionnels

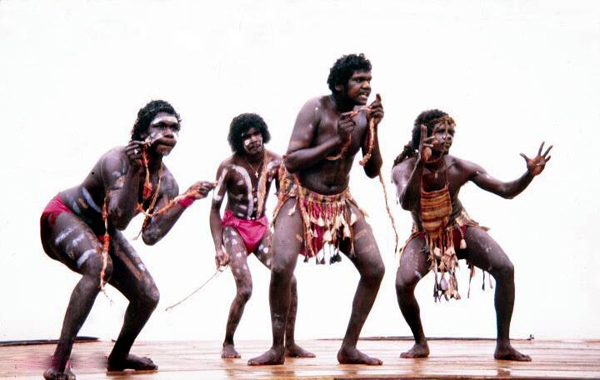
Aborigènes d'Australie (1981)

Les Aborigènes d'Australie ont conservé nombre de chants ancestraux et développé des instruments très particuliers. La musique est associée au temps du rêve le thème central de la culture des aborigènes. Le yidaki ou didgeridoo est considéré comme l'instrument le plus représentatif des Aborigènes et certains avancent qu'il est le plus ancien des instruments à vent. Cependant, seuls les Aborigènes de la Terre d'Arnhem en jouaient comme les Yolngu. De plus, seuls les hommes pouvaient en jouer.

### Brolga
Chant totémique du Nord, consacré à un oiseau (la grue brolga) et accompagné au didgeridoo.

### Budal
Chant du Nord, il est soit personnel, soit clanique et totémique, soit de culte.

### Bunggurl
Appelé aussi bunggur, manikai kulama, emeba ou lirrga, c'est un chant clanique du Nord, accompagné de didgeridoo et consacré aux forces de la nature.

### Corroboree

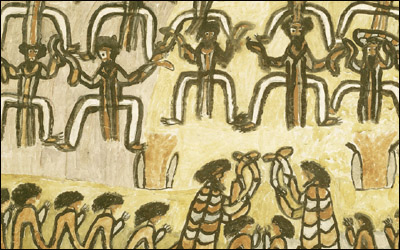
Corroboree: figures à grandes capes à peau de phalanger, par William Barak, 1898.

Danse et chant de cérémonies d'initiations du Nord, c'est un chant personnel (gama et marrga) accompagné par deux boomerangs entrechoqués.

### Ilma
Ou ludin, c'est un chant clanique de l'Ouest, évoquant les forces de la nature et les ancêtres ; il est accompagné de deux boomerangs entrechoqués, de danses, et a une vocation magique.

### Lirgga
Ou gunborg, c'est un chant personnel du Nord, accompagné au didgeridoo et dansé.

### Songlines
C'est le chant des pistes, cultuel et ancestral. Il sert de véritable carte totémique des lieux de pouvoirs aborigènes, et en garde la mémoire. On le rencontre sur tout le territoire, accompagné par des boomerangs ou un didgeridoo.

### Wangga
C'est un chant personnel du Nord-Ouest, accompagné au didgeridoo et dansé. Parfois chanté en duo, il accompagne les naissances et les décès de la communauté, et tend à se répandre dans les festivals.

## Instruments

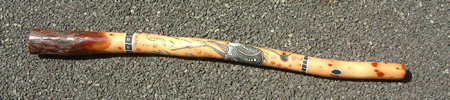
Didgeridoo

- Balnuknuk
- Banagaga
- Didgeridoo
- Purakakka
- Tjurunga

## Musique actuelle

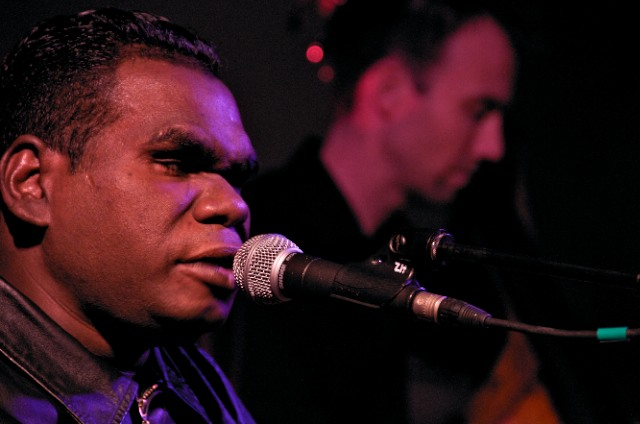
Geoffrey Gurrumul Yunupingu est un musicien australien indigène, qui chante dans la langue de Yolngu.

Les musiciens aborigènes se sont tournés vers la musique populaire occidentale, souvent avec un succès commercial considérable. Certains exemples notables sont Warumpi Band (en) et NoKTuRNL (en). Les chanteurs comme Christine Anu, une habitante des Îles du Détroit de Torrès et Geoffrey Gurrumul Yunupingu, un Yolngu de la Terre d'Arnhem ont récemment fait connaître internationalement la musique folk-rock véritablement indigène. Dans la musique pop, on peut aussi citer Jimmy Little (en), Lionel Rose, et Archie Roach. Actuellement[Quand ?], les musiciens aborigènes sont connus pour leur pratique du rock 'n' roll, du hip-hop et du reggae. L'un des groupes les plus connus est Yothu Yindi qui est reconnu comme le fondateur du rock aborigène. Deborah Cheetham (en) est une soprano célèbre aborigène.
Les thèmes indigènes ont été le sujet de la musique populaire par des non-aborigènes aussi bien - notamment par Paul Kelly (qui a chanté de la vie de Vincent Lingiari) et Slim Dusty (un chanteur de la musique country qui était immensément populaire parmi des aborigènes). Le didgeridoo a été également incorporé à la musique populaire australienne contemporaine - on peut citer Midnight Oil et par Xavier Rudd.

## Liens et sources
- Étienne Bours, Dictionnaire thématique des musiques du monde, Fayard, 2002.